# Ли Лин (толкательница ядра)
Ли Лин (кит. упр. 李玲, пиньинь Lǐ Líng, род. 7 февраля 1985) — китайская легкоатлетка, бронзовый призёр Олимпийских игр 2012 года, чемпионка Азиатских игр.
Родилась в 1985 году в Шэньяне провинции Ляонин. В 2004 году стала чемпионкой Азии среди юниоров. В 2005 году завоевала бронзовую медаль чемпионата Азии и золотую медаль Азиатских игр в помещениях. В 2006 году стала чемпионкой Азиатских игр. В 2007 году заняла 4-е место на чемпионате мира. В 2008 году приняла участие в Олимпийских играх в Пекине, но там стала лишь 14-й. В 2009 году стала чемпионкой Восточноазиатских игр. В 2010 году завоевала золотую медаль Азиатских игр. В 2011 году опять заняла 4-е место на чемпионате мира. В 2012 году приняла участие в Олимпийских играх в Лондоне, где стала 4-й. В 2013 году заняла 6-е место на чемпионате мира.